# Los indiferentes (película)
 Los indiferentes (en italiano: Gli indifferenti) es una película dramática italiana de 1964 dirigida por Francesco Maselli. Basada en la novela homónima de Alberto Moravia, la protagonizan Claudia Cardinale, Rod Steiger y Tomas Milian.

## Sinopsis
Carla y Michele son dos hermanos que pertenecen a una familia arruinada de la burguesía romana, pero son incapaces de afrontar la situación. Carla se deja seducir por Merumeci, un hombre rico que es el amante de su madre. 

## Reparto
- Claudia Cardinale como Carla
- Rod Steiger como Leo
- Shelley Winters como Lisa
- Tomas Milian como Michele
- Paulette Goddard como Maria Grazia

## Reconocimiento
- 1965: Festival de Mar del Plata: Mejor película